# Ctenus simplex
Ctenus simplex är en spindelart som beskrevs av Tamerlan Thorell 1897. Ctenus simplex ingår i släktet Ctenus och familjen Ctenidae.
Artens utbredningsområde är Myanmar. Inga underarter finns listade i Catalogue of Life.